# A Little More Personal (Raw)
A Little More Personal (Raw) es el segundo álbum de estudio de la cantante estadounidense Lindsay Lohan, publicado el 5 de diciembre de 2005 como descarga digital, por la compañía discográfica Casablanca Records. Lohan confirmó que estaba grabando su segundo disco en mayo de 2005, y contó con la participación de Kara DioGuardi, Ben Moody, Butch Walker y Greg Wells como productores discográficos. Inicialmente titulado There's Only One Angel in Heaven, A Little More Personal (Raw) cuenta con un tema más oscuro en comparación con el anterior disco de la cantante, Speak (2004). El álbum se centra en cómo ha sido la vida de la cantante desde que era joven, mientras que las canciones en general hablan principalmente del dolor del divorcio de sus padres, como así también su relación problemática con su padre Michael y las experiencias difíciles que ha tenido con sus parejas. Las sesiones de grabación tuvieron lugar principalmente en el remolque de Lohan durante la filmación de la película Herbie: Fully Loaded, donde se grabó el primer y único sencillo del álbum, «Confessions of a Broken Heart (Daughter to Father)». Además, Lohan versionó las canciones «I Want You to Want Me» (1977), de Cheap Trick y «Edge of Seventeen» (1982), de Stevie Nicks, donde fueron incluidas en el disco. Entre sus géneros musicales, el álbum presenta influencias del pop, pop rock, teen pop dance y dance pop.
Para la portada del álbum, Lohan aparece semidesnuda, mientras luce un crucifijo y un tatuaje que dice «La Bella Vita». Tanto el título como la portada recibieron opiniones disparejas por parte de los periodistas. En términos generales, A Little More Personal (Raw) obtuvo reseñas variadas a lo negativo de los críticos musicales; en Metacritic, obtuvo una puntuación de 50 sobre 100, basada en 9 comentarios profesionales. En el aspecto comercial, recibió una recepción muy baja, pues solo logró ocupar la posición 20 en las listas estadounidenses Billboard 200 y Digital Albums. Además, la Recording Industry Association of America (RIAA) lo certificó con disco de oro, tras vender 500 000 copias en dicho territorio. Para la promoción, se publicó como único sencillo «Confessions of a Broken Heart (Daughter to Father)», que, al igual que el álbum, su recibimiento comercial no fue positivo. La cantante dirigió el vídeo musical, que narra la embriaguez y la presunta violencia doméstica ejercida por su padre, Michael Lohan. Asimismo, la artista promovió el disco en los programas Total Request Live, de MTV, The Ellen DeGeneres Show y en la entrega de 2005 de los American Music Awards.

## Concepción y grabación
Durante el rodaje del vídeo musical de «First» (2005), Lohan reveló en una entrevista con MTV que estaba preparando su segundo álbum de estudio. Al respecto, comentó: «Cuando te metes en el estudio, todo sale. Toda tu energía creativa está. No [quiero] dejar[lo]. Todavía estaré allí hasta altas horas, y es bueno poder hacer eso». Inicialmente titulado There's Only One Angel in Heaven, el álbum cuenta con un tema más oscuro en comparación con el anterior disco de Lohan, Speak (2004). La cantante comenzó a componer canciones para su álbum en junio de 2005, después de que el último sencillo de su álbum anterior haya sido publicado:

«He estado escribiendo mucho, casi todas las noches. Ha habido muchas cosas [en mi vida últimamente], y creo que la gente puede encontrar esa salida en los pasatiempos que hacen. No hago yoga ni nada, pero algunas personas usan eso. Cada uno tiene lo suyo, y yo utilizo la escritura».

Para la grabación del álbum, Lohan contactó a los productores Kara DioGuardi, Ben Moody, Butch Walker y Greg Wells. «Confessions of a Broken Heart (Daughter to Father)», la primera canción del disco, fue escrita principalmente por Lohan como una carta a su padre, Michael, quien fue encarcelado en junio de 2005 tras sobrevivir a un accidente automovilístico por el que se lo acusó de conducir bajo los efectos del alcohol. Wells y DioGuardi ayudaron en el proceso de composición y producción de la canción. En una entrevista con MTV, DioGuardi reveló: 

«Si escuchas la voz oirás coches de carreras, porque hemos traído el estudio al remolque [de Lindsay] en Herbie: Fully Loaded. ¡No es broma! Ella no tenía tiempo para hacer el disco, así que estaba en su hora de almuerzo [y le dije], "¡tira esa cosa de tu garganta y ven aquí, porque tenemos que terminar esas voces! Así que me senté durante 14 horas en el set [de grabación] [...] La pobre muchacha. Esa es la realidad de los jóvenes de Hollywood. Cuando están de moda, están trabajando hasta la muerte. Fue 18/20 horas al día. ... Y lo juro: "¡Vroom! ¡Vroom!" Puedes oírlo en el fondo».

## Estructura musical y letras
En términos musicales, A Little More Personal (Raw) significó un cambio notable con respecto al anterior disco de Lohan, Speak (2004), debido a que contó con temas más oscuros y personales. El principal tema que el álbum aborda es cómo ha sido la vida de la cantante desde que era joven, mientras que las canciones se centran principalmente en el dolor del divorcio de sus padres, como así también su relación problemática con su padre Michael y las experiencias difíciles que ha tenido con sus parejas. Por otro lado, cuenta con géneros que van desde el pop, el adulto contemporáneo y el pop rock, al teen pop, el dance y el dance pop. El álbum está conformado por 12 canciones, de las cuales dos son versiones de «I Want You to Want Me» (1977), de Cheap Trick y «Edge of Seventeen» (1982), interpretada por Stevie Nicks.
«Confessions of a Broken Heart», primera canción y único sencillo del álbum, abre A Little More Personal (Raw). Es una balada en la que predomina los instrumentos del piano, la guitarra y los tambores. La letra habla sobre la tensa relación y el abuso emocional que tuvo Lohan con su padre ausente Michael, en una mezcla de frustración y amor garantizada y en donde espera que de alguna manera pueda ser reparada. «My Innocence», que es la quinta canción, también aborda el tema entre la relación de padre e hija. «Black Hole», el segundo tema, presenta influencias del power ballad y un riff de piano, y explora cómo Lohan se sintió después de que su padre dejara a su familia y lo que uno padece al perder a alguien que amas. «I Live for the Day» contiene guitarras agudas, tambores dominados por los platillos y sintetizadores pesados, mientras «A Little More Personal» es un número electroclub que suena similar al trabajo de la banda Missing Persons, posee sintetizadores new wave y guitarras eléctricas. Ambas canciones relatan las relaciones difíciles que tuvo Lohan con sus diferentes parejas; en la primera, habla sobre cómo esta expresa el odio y la rabia que soportó después que su novio terminase con ella, mientras que la segunda refleja lo que sentía cuando tenía una relación que era difícil de tratar.
«If It's Alright», la sexta canción de A Little More Personal, es otro tema perteneciente al power ballad, donde la cantante se rehúsa a dejar morir una relación sin pelear. Aunque la versión «I Want You to Want Me» relata la celebración de un amor no correspondido, en el álbum se lee más como otra súplica a su padre. La siguiente pista, «If You Were Me», posee influencias del funk, mientras Lohan «expone alguna personalidad» y considera el perdón. «Fastlane», la novena pista, presenta un ritmo animoso y una melodía pegadiza, como así también guitarras staccato en su instrumentación. El tema habla sobre «vivir el presente», aunque también Lohan asegura que «nadie sabe cómo me siento por dentro». La electro «Who Loves You», descrita como una «rebanada burbujeante de electro sensual [e] ilustre», proporciona hooks «raros», como así también la palabra «oohs» en el estribillo, similar a los de Kylie Minogue. En cuanto a la parte lírica, cuando Lohan le canta a un novio las líneas nobody gets me off the way that you do —«nadie me pone de la forma en que lo haces»—, de alguna manera mitiga su angustia. Además, tanto «Who Loves You», como la versión «Edge of Seventeen», donde se destaca las guitarras, «expresan el deseo sexual». «A Beautiful Life», la última canción de A Little More Personal (Raw), destaca la importancia sobre si Dios la escucha, en líneas como God won't talk to me/I guess she's pretty busy —«Dios no quiere hablarme/supongo que está ocupado»—, con la «ironía de que parece perderse en ella». Asimismo, en la canción, Lohan «opta por cavar a través de los malos [días] para llegar a los buenos» y encuentra la felicidad dentro de los restos.

## Lanzamiento y portada
La compañía discográfica Casablanca Records publicó A Little More Personal (Raw) por primera vez el 5 de diciembre de 2005, en formato digital; al día siguiente, se puso a la venta en CD. Un año después, el 21 de noviembre, el sello Universal Distribution lo lanzó en Japón, en el mismo formato.
La portada del disco muestra a la cantante semidesnuda, mientras lleva un crucifijo «colocado estratégicamente» y un tatuaje que dice «La Bella Vita». Adam McKibbin de Artistdirect sostuvo que con la portada y con ese título del álbum, «[Lohan] promete exponerse dentro y por fuera». Por su parte, Sal Cinquemani, de Slant Magazine, afirmó que las confesiones de Lohan son tan artificiales como la portada del álbum, que la encuentra tímidamente en topless y vestida en guantes de encaje similar a la época de Like a Virgin (1984), de Madonna. Por otro lado, Spence D., de IGN, quedó confundido con el título del disco, e insinuó que Lohan tiene aún más problemas para abrirse a sus admiradores. En cuanto a la portada, le dio una opinión variada, y comentó que «no es sorprendente que tantos hombres estadounidenses alberguen visiones de perversión», aunque afirmó que todo esto demuestra que Lohan es una excelente alumna, habiendo aprendido de la talla de Margaret, Madonna e incluso de Britney en cómo venderse mejor a un público obsesionado al sexo. Concluyó: «La imagen, después de todo, es todo, ¿no es así?». Finalmente, Whitney Strub de PopMatters, en su análisis al álbum, escribió: «Basta con decir, la mercantilización del cuerpo del artista puede o no ser esencial para este género, pero si lo va a hacer, hay una forma correcta y otra incorrecta de hacerlo. El último álbum de Shakira, por ejemplo, es la forma correcta. La portada de A Little More Personal [...] no lo hace [correcto], a menos que su objetivo era evocar los recuerdos de Susan Dey recibiendo un escáner de láser al cuerpo entero en la película de 1981 Looker».

## Recepción crítica
En términos generales, A Little More Personal (Raw) recibió reseñas variadas de los críticos musicales. En el sitio web Metacritic obtuvo una puntuación de 50 sobre 100, basada en 9 comentarios profesionales. Stephen Thomas Erlewine, de Allmusic, otorgó al álbum tres estrellas de cinco, y dijo: «Lindsay Lohan explica claramente su ambición en el título de su segundo álbum, A Little More Personal (Raw) -- Ella derrama sus adornos ostentosos de su debut, Speak, y cava más profundo en su corazón, dejando los sentimientos inundarse hasta la página». También, sostuvo que el álbum «está lejos de ser todo un éxito, [pero] es una intrigante mezcla de corazón y de comercio. Y sugiere una cosa que Speak nunca hizo: que Lindsay Lohan tenga una visión artística como una artista discográfica, que es ciertamente un gran paso hacia adelante». La autora Elise, de ABC Online, también le otorgó tres estrellas y recomendó tres canciones para escuchar: «"Black Hole", porque no tiene los mismos tonos y humores, pero pone las cosas en diferentes formas, desde diferentes perspectivas [...] "I Live for the Day" [... y] "A Little More Personal", porque la letra y la música ayudan a desarrollar una imagen clara de los tiempos difíciles que está pasando». No obstante, también indicó las dos canciones que menos le gustaban: «"I want you to want me", porque está centrado en sí mismo y la pone [a Lindsay] en una luz extraña que no es muy atractiva [... y] "Fastlane", porque también tiene mucho de un sonido country que no parecía encajar sus letras». Leah Greenblatt de Entertainment Weekly comentó: «Como tantos discos pop de hoy, Personal tiene más que su porción de relleno, y como todos los adolescentes, Lohan se contradice a sí misma. [...] Tal vez la vulnerabilidad de Personal se calcula, y su inexperiencia [a] un nombre no apropiado, o tal vez ella realmente se está abriendo. Probablemente nunca lo sabremos». Whitney Strub de PopMatters expresó: «¿Qué se puede esperar de un álbum que promete tener [algo] más personal, pero que incluye letras declarando no one knows how I feel inside/And I’m keeping it that way —"nadie sabe cómo me siento por dentro/Y lo mantengo de tal manera"— (de "Fastlane")?». Concluyó diciendo que «con A Little More Personal, Lindsay Lohan nos recuerda que [...] el pop aún tiene el potencial para escalar las listas mientras que combina la indiferencia, la banalidad y la insipidez». Kelefa Sanneh, del New York Times, analizó algunas canciones del álbum. Por ejemplo, en «Confessions of a Broken Heart (Daughter to Father)», señaló que «logra la rara hazaña de ser totalmente memorable sin ser muy agradable», mientras que en «A Little More Personal», describió la letra como «tan sosa como el título», pero contagiosa. Por último, mencionó que las versiones caen planas, aunque probablemente caen menos planas si —como muchos de los jóvenes fanáticos de la señorita Lohan— nunca las han oído antes. Kidzworld calificó a «Black Hole», «My Innocence», «If It's Alright», «Fastlane», «Edge of Seventeen» y «A Beautiful Life» como las «pistas ardientes» de A Little More Personal (Raw).
Por otro lado, Adam McKibbin de Artistdirect no quedó satisfecho con el disco; le otorgó dos estrellas y media y comparó algunas canciones con el sonido de Kelly Clarkson. Además, comentó que la mayor parte del disco es todo lo contrario de Raw —«crudo»—: «está cocido». Allan Wigney, del sitio web canadiense Canoe.ca, tampoco quedó conforme, pues calificó a la versión de «I Want You to Want Me» «sin sentido» y escribió: «¿Personal? Probablemente tendrías que preguntarle a Greg Walls, quien [...] toca la mayoría de los instrumentos a lo largo del proceso tedioso. [...] Es una enfermedad común entre los compositores nutridos de grunge. Y parece estar empeorando». Del mismo modo, Kathi Kamen Goldmark, de la organización sin ánimo de lucro Common Sense Media, afirmó que A Little More Personal (Raw) era otro esfuerzo sorprendentemente sin gracia, e indicó que, salvo por «Confessions of a Broken Heart (Daughter to Father)» y «My Innocence», que «abordan el tema de las relaciones turbulentas de padre e hija», las otras canciones eran bastante tontas y básicamente olvidables. Sin embargo, destacó las versiones de «I Want You to Want Me» y «Edge of Seventeen» y concluyó que «estas canciones muestran a Lohan en su mejor momento vocal, hecho a la medida para su registro dulce, pero limitado. Como las estrellas del pop manufacturadas, Lindsay parece estar creciendo a una muy buena cantante». Mientras tanto, el sitio Hispavista sostuvo que el resultado del álbum es un tanto dispar, «porque en su búsqueda de la catarsis emocional se amontonan todos los estereotipos de este tipo de música». En una crítica más negativa, Randy Lewis de Los Angeles Times declaró que Lohan suena como cualquier otra adolescente ensimismada, anhelando ser Alanis, Gwen e incluso Stevie Nicks. David Peisner de la revista Maxim escribió: «Miren, nadie cree que Lindsay Lohan es un talento musical real, pero que puede ser tan liberadora como lo es el confinamiento. Desafortunadamente, la mayoría de estas canciones suenan alarmantemente genéricas, las versiones son poco más que karaoke pasable y Lohan parece estar ahorrando su energía para un bar nocturno [...] después de las sesiones». Por su parte, Brian Hiatt de Rolling Stone explicó que la cantante comete un error fatal en el álbum: «intenta, como, expresarse. [...] Lohan tiene una voz mucho más grande —aunque menos peculiar— que la que en algún momento fue su compañera, Ashlee Simpson, pero suena como una ganadora de un concurso de talentos de la secundaria». Finalmente, describió la versión de «I Want You to Want Me» como «una toma animada» y la de «Edge of Seventeen» como «una versión fiel de karaoke». El periodista Sal Cinquemani, de Slant Magazine, finalizó su reseña al decir que «A Little More Personal es más consistente que su predecesor y no es una mala escucha para cualquier medio, pero para todos los supuestos temas importantes, no hay mucha carne en estos huesos».
Una de los temas que recalcó la reportera Lilian Goh, del periódico South China Morning Post, es el mismo sonido en el estribillo de los temas «Black Hole», «I Live for the Day», «My Innocence» e «If It's Alright», lo que hace al CD «aburrido». Además, mencionó que uno de los mayores problemas del álbum es el fracaso de Lohan para desarrollar un estilo único: «El hecho de que las pistas fueran producidas por Butch Walker, Greg Wells y Kara DioGuardi [...] da a entender que el elemento mediocre del álbum puede ser la misma Lohan». Finalizó su reseña advirtiendo a la artista que si quiere triunfar como cantante, tendrá que mejorar sus habilidades vocales y la expresión musical. De lo contrario, será difícil para ella estar por encima de sus compañeras Britney Spears y Christina Aguilera. Tras analizar las canciones del disco, los autores Adam R. Holz y Bob Smithouser, de Plugged In, escribieron: «La herida de los fracasos de un padre. La desilusión sobre los romances sensacionalistas. Soledad. Depresión. No es fácil pasar de estrella infantil a una diosa de los medios al estilo Ann-Margret y [ella], de 19 años de edad, merece crédito por exponer sus ideas. Lamentablemente, eso no es todo lo que expone. Fotos insinuantes y algunas letras se ponen un poco demasiado personal». Spence D. de IGN observó que el verdadero inconveniente aquí es que Lohan es en realidad bastante decente, es capaz de flotar y parar, dejarse caer por un susurro sensual a canturrear sincera en los momentos más oportunos. Sin embargo, notó que mucha de la música de su banda es algo genérico y mediocre, nunca haciendo nada para riffs y ritmos hábiles y predecibles. D. concluyó diciendo que, «mientras que aún está lejos de ser un momento épico en la historia del pop actual, la mayor parte de A Little More Personal ocupa fácilmente unos tonos más altos que su debut de 2004. La mayoría de esto se debe al foco obvio de Lohan en su voz y al ampliar su gama y estilos. Algunos de estos [estilos] que ha decidido explorar realmente no encajan con su imagen o su estilo de cantar, pero todavía tienes que cederlo a la chica para experimentar por lo menos un poco». Recomendó a los lectores «descargar definitivamente» a «Black Hole», «My Innocence», «Who Loves You» y «A Beautiful Life (La Bella Vita)». Rob Evans de SoundSpike señaló que el álbum estaba producido hábilmente y atendido por los sólidos productores de estudio. Afirmó que Lohan «recibe puntos por tener una mano en la composición de muchas de las canciones aquí, pero su entrega es generalmente mejor que el material [...] que está vendiendo». Finalmente, Justin Lewis de Yahoo!, en su análisis al disco, citó:

«No en vano, Lindsay toma el camino montado de angustia, que muchos de sus compañeros de pop/rock lo toman cuando están atrapados en la fase post-adolescente de su carrera. Lo sorprendente es que su angustia es creíble y tiene la convicción para soportarla. [Pero] lo decepcionante es que ella no siempre sigue a través de la manera más melódica. Y la combinación de todos [estos] tres factores contribuye a una escucha desigual. [...] Otra desventaja es que el disco mantiene un estado de ánimo bastante abatido. Ocasionalmente, Lindsay recoge el tempo y su punto de vista, [...] pero hay momentos en que incluso su actitud optimista no puede impedirle ahogarse el tema en más de sus dolores ("If You Were Me") o tiempos donde es simplemente aburrida ("Who Loves You"). Y aunque el disco termina con una nota sombríamente optimista, [...] uno no puede ignorar simplemente cómo fue el camino inseguro a dicha resolución. Si bien es bueno que Lindsay fue capaz de resolver muchos de sus problemas personales mediante la grabación de este álbum, todavía tiene que aprender que la clave es derribar su miseria. Mantén lo personal. Deja caer lo crudo. Confórmate con lo agridulce. Y quizás no estarás decepcionado».

## Recepción comercial
A Little More Personal (Raw) debutó en el puesto número 20 de la lista Billboard 200 el 24 de diciembre de 2005, con 82 000 copias vendidas en su primera semana; estuvo en total siete semanas. En la misma fecha, el disco ingresó en el noveno puesto del conteo de álbumes digitales de la revista, aunque solo estuvo una semana allí. A Little More Personal (Raw) recibió una certificación de disco de oro en los Estados Unidos, otorgado por la Recording Industry Association of America (RIAA), tras vender 500 000 en dicho territorio. No obstante, según Nielsen SoundScan, el álbum había vendido 305 000 copias en la nación estadounidense, para mayo de 2008.

## Promoción
Lohan promovió A Little More Personal (Raw) realizando apariciones en programas televisivos, como en Total Request Live de MTV, en el día del lanzamiento del álbum, y en The Ellen DeGeneres Show, el 14 de diciembre de 2005. La cantante interpretó «Confessions of a Broken Heart» y su versión de «Edge of Seventeen» en la entrega de 2005 de los American Music Awards.

### Sencillos
La compañía Casablanca publicó «Confessions of a Broken Heart (Daughter to Father)» como el primer y único sencillo de A Little More Personal (Raw). La canción fue preestrenada antes del lanzamiento del álbum en AOL Music's First Listen el 30 de septiembre de 2005. Posteriormente, se envió a las radios estadounidenses el 18 de octubre del mismo año, y se puso a la venta en formato digital el 8 de noviembre. Un vídeo musical, dirigido por la misma Lohan, retrata la embriaguez y la presunta violencia doméstica ejercida por su padre, Michael. Como respuesta al clip, este escribió una carta al Daily News, donde citó: «Mientras que siempre consideré y expresé cómo realmente [estuvo] bendecida Lindsay, así como mis otros hijos, nunca me di cuenta de cuán bendecido estuve yo de tener a una hija tan increíble como ella. Sostiene a mi querida camiseta, ¡pronto podrá aferrarse lo suficiente a mí!». El vídeo fue estrenado el 24 de octubre de 2005 en MTV y al día siguiente publicado en la tienda iTunes. En el aspecto comercial, la canción obtuvo una recepción baja; debutó y llegó al puesto número 7 en la lista oficial de Australia, mientras que en Austria, en la posición 74. Por su parte, en los Estados Unidos, ocupó los números 14 y 57 en las listas Digital Songs y Billboard Hot 100, respectivamente.

## Lista de canciones
| A Little More Personal (Raw) |                                                      |                                                            |                         |          |  |
| N.º                          | Título                                               | Escritor(es)                                               | Productor(es)           | Duración |  |
| 1.                           | «Confessions of a Broken Heart (Daughter to Father)» | Lindsay Lohan, Kara DioGuardi, Greg Wells                  | Wells, DioGuardi        | 3:41     |  |
| 2.                           | «Black Hole»                                         | DioGuardi, Louise Goffin, Wells                            | Wells, DioGuardi        | 4:02     |  |
| 3.                           | «I Live for the Day»                                 | Desmond Child, Andreas Carlsson, Ethan Mentzer, Ben Romans | Wells, DioGuardi        | 3:10     |  |
| 4.                           | «I Want You to Want Me»                              | Richard Nielson                                            | Butch Walker, DioGuardi | 3:09     |  |
| 5.                           | «My Innocence»                                       | Lohan, DioGuardi, Wells                                    | Wells, DioGuardi        | 4:19     |  |
| 6.                           | «A Little More Personal»                             | Lohan, DioGuardi, Walker                                   | Walker, DioGuardi       | 2:59     |  |
| 7.                           | «If It's Alright»                                    | Lohan, DioGuardi, Walker                                   | DioGuardi, Walker       | 4:07     |  |
| 8.                           | «If You Were Me»                                     | Lohan, DioGuardi, Wells                                    | Wells, DioGuardi        | 2:55     |  |
| 9.                           | «Fastlane»                                           | Lohan, Ben Moody, Mitch Allan, DioGuardi                   | Moody                   | 3:23     |  |
| 10.                          | «Edge of Seventeen»                                  | Stevie Nicks                                               | Moody                   | 4:22     |  |
| 11.                          | «Who Loves You»                                      | DioGuardi, Wells                                           | Wells, DioGuardi        | 3:50     |  |
| 12.                          | «A Beautiful Life (La Bella Vita)»                   | Lohan, Michelle Lewis, Charlton Pettus, DioGuardi          | Wells, DioGuardi        | 3:28     |  |

## Listas y certificaciones

### Listas
| Lista (País 2005)               | Mejor posición |
| ------------------------------- | -------------- |
| Australia (ARIA Top 100 Albums) | 88             |
| Estados Unidos (Billboard 200)  | 20             |
| Estados Unidos (Digital Albums) | 9              |

### Certificación
| País (organismo certificador) | Certificación | Ventas  |
| ----------------------------- | ------------- | ------- |
| Estados Unidos (RIAA)         | Oro           | 500 000 |

## Créditos y personal
| Instrumentos - Lindsay Lohan: voz y artista principal. - Louise Goffin: piano - Butch Walker: bajo, guitarras y teclados. - Kara DioGuardi: coros. - Michael Herring: guitarras. - Ashley Arrison: coros. | - A. Brien: bajo - Darren Dodd: tambores. - Mark Colbert: tambores. - Tim Myers: bajo. - Marty O'Brien: bajo. |

| Técnico - Al Smith: colaborador. - Mitch Allan: composición. - Sandy Brummels: dirección de arte. - Eloise Bryan: A&R. - Jeff Burns: asistencia. - David Campbell: arreglos de cuerda. - Andreas Carlsson: composición. - Daniel Chase: programación. - Kara DioGuardi: arreglo, producción y producción ejecutiva. - Stephen Finfer: enlace de producción. - Nina Freeman: A&R. - Paul David Hager: mezcla. - Michael Lattonzi: ingeniería vocal. - Michelle Lewis: composición. - Steve McMillan: ingeniería de sonido e ingeniería vocal. - Ethan Mentzer: composición. - Stevie Nicks: composición. - Charlton Pettus: composición. - Ben Romans: composición. - Jared Scott: programación. - Butch Walker: arreglo y producción. - Greg Wells: arreglo y producción. - Barbara Wesotski: A&R. - Genevieve Zaragoza: A&R. - Joe Zook: ingeniería. | - Claire Aude: ingeniería. - Lauren Bialek: gerente de producción. - Jeb Brien: colaborador. - Dan Certa: ingeniería. - Sergio Chavez: asistencia de mezcla. - Desmond Child: composición. - Markus Klinko: fotografía. - Dina Lohan: gestión. - Lindsay Lohan: producción ejecutiva. - Christian Frederick Sr. Martin: colaborador. - Vlado Meller: masterización. - Ben Moody: arreglo, programación y producción. - Joanne Oriti: colaborador. - Chris Steffen: ingeniería. |

Fuentes: Allmusic y notas del disco compacto.